# 後認知主義
後認知主義（postcognitivism）泛指认知科学中的某些運動，這些運動的主張反對诺姆·乔姆斯基、杰里·福多、大卫·马尔等人所提出的認知主義理論，或跨越了這些認知主義理論設下的限制。
後認知主義者挑戰認知主義的信條，包括本體二元论、表象實在論（representative realism）、認知是獨立於心智和神經系統之外的歷程、電子計算機是心智的恰當類比，以及認知只發生在個體內部。
遵循後認知主義方向的研究人員包括Hubert Dreyfus、格雷戈里·贝特森 、Bradd Shore、杰罗姆·布鲁纳 、Vittorio Guidano 、Humberto Maturana和弗朗西斯科·瓦雷拉 。 

## 後認知主義思維的例子
- 特定动作的感知
- 活动论
- 自创生
- 素樸實在論
- 话语心理学
- 分布式认知
- 动力主义
- 生态心理学
- 具身认知
- 具身的嵌入式认知
- 生成主義
- 群体认知
- 神经现象学
- 后认知心理学
- 情境认知

## 註記
1. ↑  Wallace, B; Ross, A; Davies, J.B; Anderson, T. . London: Imprint Academic. 2007. ISBN 978-1-84540-073-6.
2. ↑  Varela, F., Thompson, E., & Rosch, E. (1991). The embodied mind: Cognitive science and human experience. Cambridge MA: MIT Press.